# 246171 Konrad
246171 Konrad è un asteroide della fascia principale. Scoperto nel 2007, presenta un'orbita caratterizzata da un semiasse maggiore pari a 2,4164356 UA e da un'eccentricità di 0,2639489, inclinata di 12,23067° rispetto all'eclittica.